# St. Agathen (Lehesten)

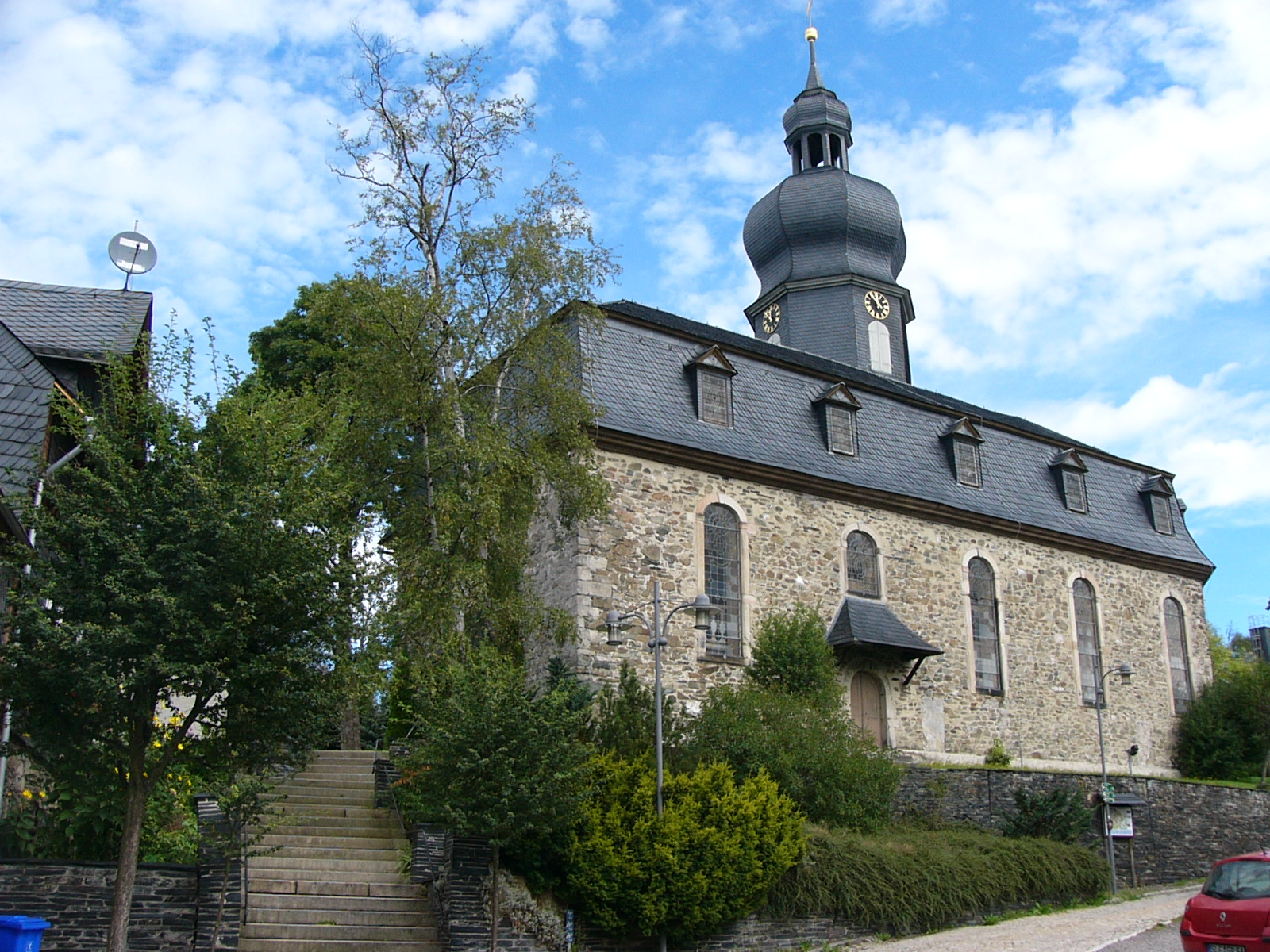
St. Agathen

Die evangelisch-lutherische, denkmalgeschützte Kirche St. Agathen, ehemals St. Ägidius, steht in Lehesten, einer Stadt im Landkreis Saalfeld-Rudolstadt in Thüringen. Die Kirchengemeinde Lehesten gehört zur Pfarrei Leutenberg im Kirchenkreis Rudolstadt-Saalfeld der Evangelischen Kirche in Mitteldeutschland.

## Beschreibung
Die aus Bruchsteinen gebaute und mit Ecksteinen versehene Saalkirche aus dem 15. Jahrhundert wurde bei einem Brand 1822 zerstört. 1824–25 wurde sie wieder aufgebaut. Der Kirchturm auf der Nordseite wurde erst 1829–31 wieder errichtet. Seine Grundmauern gehen auf das 15. Jahrhundert zurück. Der Turm hat eine achtseitige bauchige Haube, auf der eine Laterne sitzt, die von einer Turmkugel gekrönt ist. Bei der Renovierung 1909 wurde die Kirche teilweise verändert. Ihr schiefergedecktes Mansarddach hat Dachgauben. Das Kirchenschiff hat einen dreiseitigen Abschluss im Osten. Der Innenraum hat eingeschossige Emporen. Die Kirchenausstattung stammt von 1824/25. Die Orgel mit 19 Registern, verteilt auf zwei Manuale und Pedal, wurde 1907 von Wilhelm Sauer gebaut.
Im Vorraum der Kirche befindet sich die größte, jemals in einem Stück gehauene, Schiefertafel (308 × 253 cm), mit den Namen der Gefallenen des Deutsch-Französischer Kriegs.

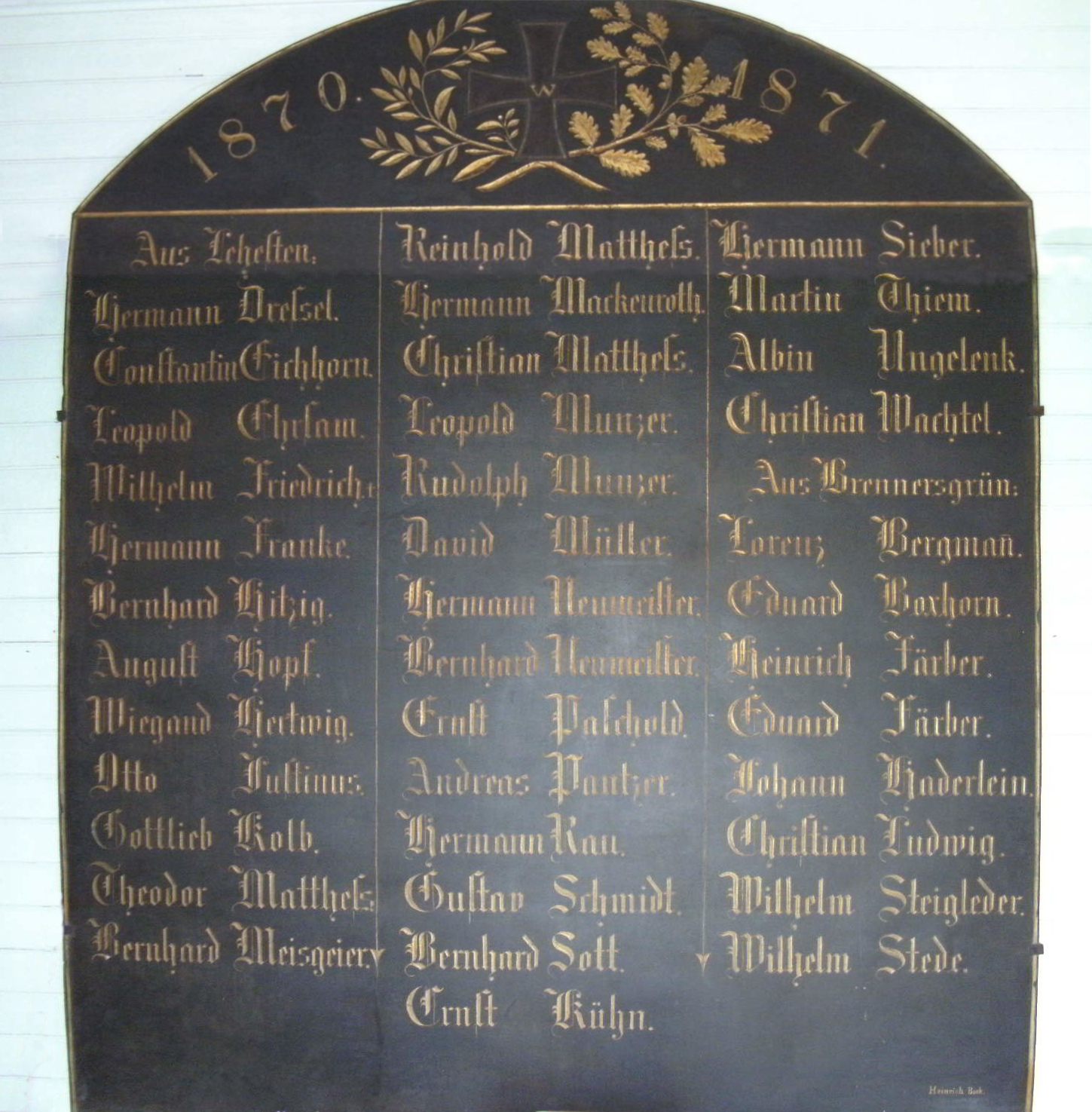
Vermutlich die größte, jemals in einem Stück gehauene, Schiefertafel. (308 × 253 cm)